# Cucullia lucifuga
Cucullia lucifuga là một loài bướm đêm thuộc họ Noctuidae. Nó được tìm thấy ở bắc, trung và miền nam châu Âu phía đông đến Nhật Bản. Nó cũng có mặt ở Tây Tạng và Armenia.
Sải cánh dài 38–55 mm. Có một lứa một năm ở phía bắc, con trưởng thành bay từ tháng 5 đến tháng 6.
Ấu trùng ăn nhiều loài Asteraceae và Compositae, bao gồm Tussilago farfara, Petasites paradoxus, Cirsium arvense, Centaurea phrygia, Sonchus arvensis, Hieracium umbellatum và Taraxacum.

## Hình ảnh

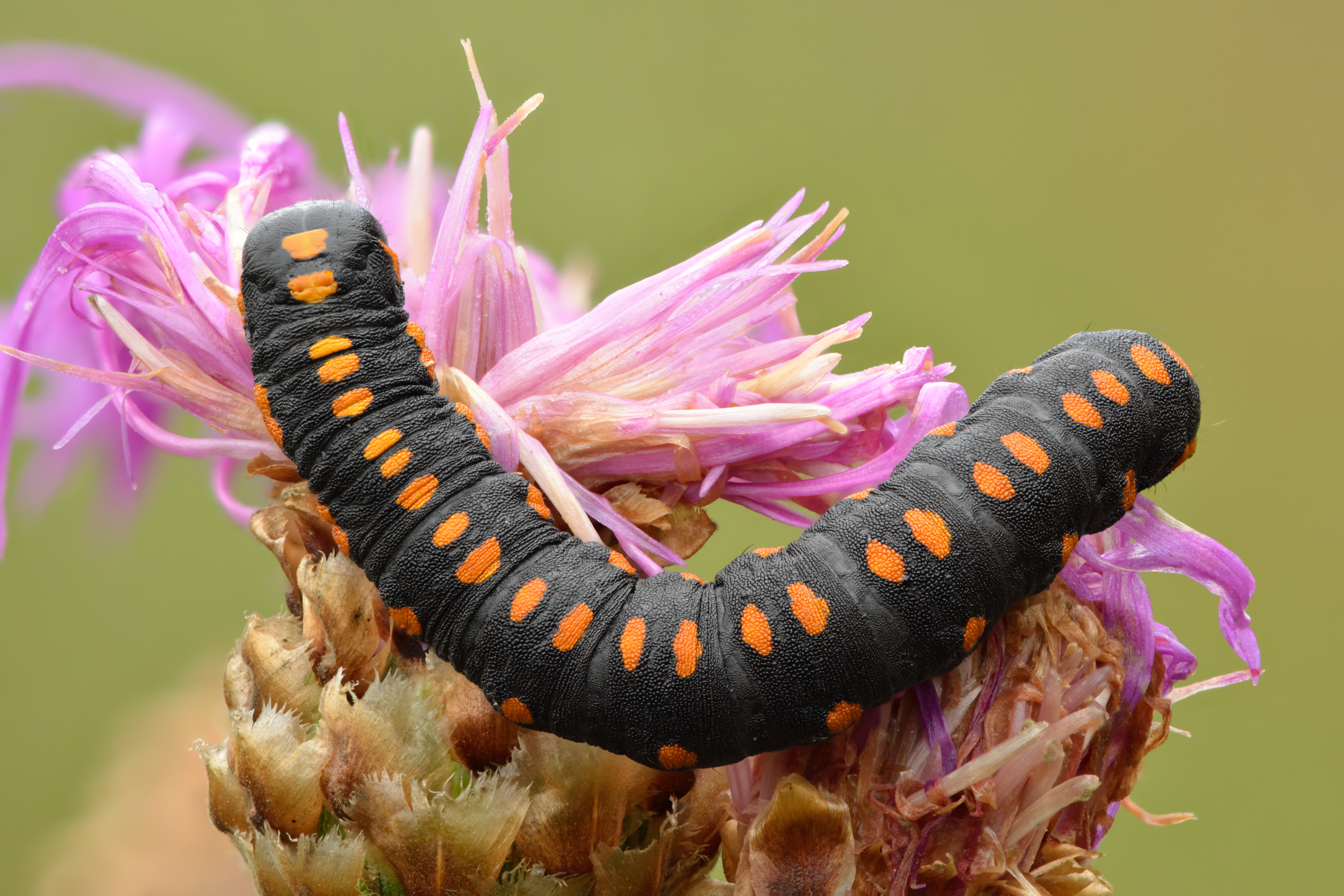
Sâu bướm
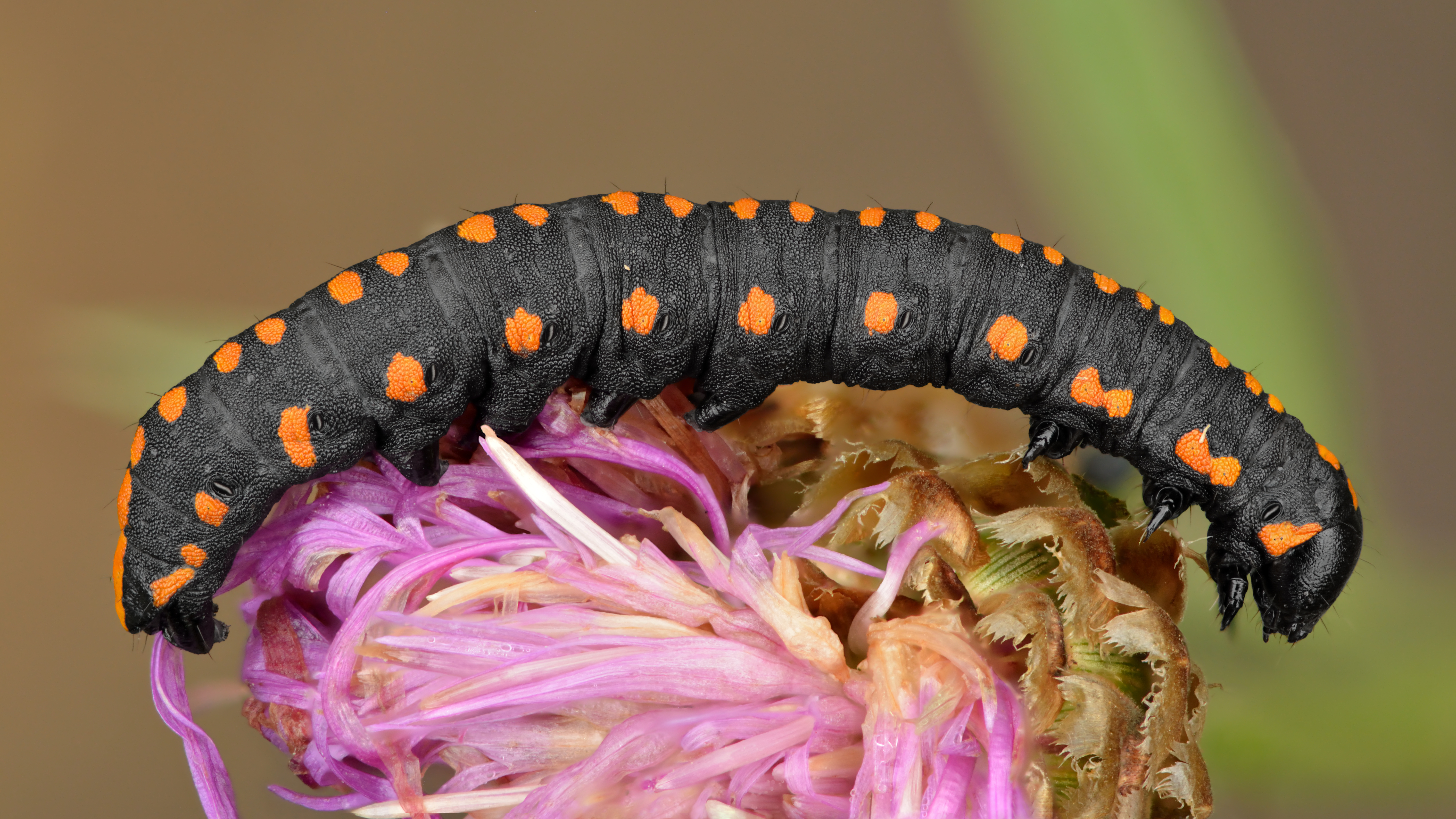
Sâu bướm